# Čepelare
Čepelare (in bulgaro Чепеларе?) è un comune bulgaro situato nella regione di Smoljan di 8 739 abitanti (dati 2009). La sede comunale è nella località omonima.

## Località
Il comune è formato dall'insieme delle seguenti località:
- Čepelare (sede comunale)
- Bogutevo
- Drjanovec
- Hvojna
- Lilekovo
- Malevo
- Orehovo
- Ostrica
- Pavelsko
- Progled
- Studenec
- Zabărdo
- Zornica